# Glavni bojni tank
Glavni bojni tank (angleško main battle tank; kratica MBT, rusko основной боевой танк (ОБТ)) je vrsta tanka, ki je nastala po drugi svetovni vojni ter na podlagi izkušenj in dognanj, ki jih je prinesla ta vojna.
Tako je bil razvit nov tank, ki je bil po stari razvrstitvi uvrščen med srednje glavne bojne tanke ter zastarele težke tanke. Novo vrsto tanka so dobili predvsem tako, da so na srednje glavne bojne tanke dodali večji oklep, močnejši motor in večji top, toda hkrati obdržali lastnosti srednjih glavnih bojnih tankov.
V to skupino tako spadajo: ameriški M1 Abrams, nemški Leopard 1/2, francoski Leclerc, ruski T-90, britanski Challenger 2, ...